# توماس جي. موريس
توماس جي. موريس (بالإنجليزية: Thomas G. Morris)‏ هو سياسي أمريكي، ولد في 20 أغسطس 1919 في الولايات المتحدة، وتوفي في 4 مارس 2016 في الولايات المتحدة. حزبياً، نشط في الحزب الديمقراطي. وقد انتخب عضو مجلس نواب نيومكسيكو وانتخب عضو مجلس النواب الأمريكي.